# 古馬雷
古馬雷是非洲南部國家博茨瓦納的村落，由西北區負責管轄，位於奧卡萬戈三角洲，主要經濟活動有旅遊業、畜牧業和農業，2008年人口估計約8,469。
19°22′09″S 22°09′42″E / 19.36917°S 22.16167°E